# Song for America (álbum)
Song for America es el segundo álbum de estudio de la banda estadounidense de rock progresivo Kansas y fue publicado por Kirshner y Legacy/Epic Records en 1975.  Fue remasterizado y relanzado en formato de disco compacto en 2004 por Legacy/Epic Records en Europa y en Japón por Sony Music Japan International en 2008.

## Recepción y crítica
Al igual que su antecesor, Song for America también entró en las listas estadounidenses y se colocó en la 57.ª posición del Billboard 200. A pesar de que el disco entró en las listas, el sencillo del mismo nombre no corrió con la misma suerte y no consiguió entrar en el Billboard Hot 100.
El disco logró la certificación de oro por parte de la Asociación de la Industria Grabada de Estados Unidos —RIAA por sus siglas en inglés— por más de medio millón de unidades vendidas en el año de 1980.
Según el crítico de Allmusic Mark W. B. Allender, Song for America es el álbum más progresivo de la banda, debido a que contiene canciones orquestrales y de larga duración, esto último, algo que no se ve en la mayoría de sus demás discos de estudio.

## Versiones posteriores
Las reediciones de 2004 y 2008 enlistan dos temas extras: la edición del sencillo de «Song for America» y una versión inédita en vivo de «Down the Road».
Como dato curioso, la versión neerlandesa de Song for America fue titulado incorrectamente como Songs for America.

## Lista de canciones

### Versión original de 1975
| Lado A |                      |                             |                  |          |  |
| N.º    | Título               | Escritor(es)                | Voz principal    | Duración |  |
| 1.     | «Down the Road»      | Steve Walsh / Kerry Livgren | Robby Steinhardt | 3:43     |  |
| 2.     | «Song for America»   | Kerry Livgren               | Steve Walsh      | 10:03    |  |
| 3.     | «Lamplight Symphony» | Kerry Livgren               | Steve Walsh      | 8:17     |  |

| Lado B |                                 |                                                |               |          |  |
| N.º    | Título                          | Escritor(es)                                   | Voz principal | Duración |  |
| 4.     | «Lonely Street»                 | Walsh / Rich Williams / Dave Hope / Phil Ehart | Steve Walsh   | 5:43     |  |
| 5.     | «The Devil Game»                | Walsh / Hope                                   | Steve Walsh   | 5:04     |  |
| 6.     | «Incomudro - Hymn to the Atman» | Kerry Livgren                                  | Steve Walsh   | 12:11    |  |

### Reedición de 2004
| Side one |                                          |                 |                  |          |  |
| N.º      | Título                                   | Escritor(es)    | Voz principal    | Duración |  |
| 7.       | «Song for America» (edición de sencillo) | Kerry Livgren   | Steve Walsh      | 3:01     |  |
| 8.       | «Down the Road» (en vivo)                | Walsh / Livgren | Robby Steinhardt | 3:49     |  |

## Créditos

### Kansas
- Steve Walsh — voz principal, sintetizador Moog, piano (en la canción «Down the Road») y coros (en la canción «Down the Road»).
- Kerry Livgren — guitarra eléctrica y rítmica, teclados y piano (en las canciones «Song for America» y «Lamplight Symphony»).
- Robby Steinhardt — voz principal (en la canción «Down the Road»), violín y coros.
- Rich Williams — guitarra acústica, guitarra eléctrica y rítmica.
- Dave Hope — bajo.
- Phil Ehart — batería, glockenspiel (en la canción «Song for America») y gong (en la canción «Incomudro - Hymn to the Atman»).

### Producción
- Jeff Glixman — productor.
- Wally Gold — productor.
- Jeff Magid — productor (en la reedición de 2004).
- Peter Granet — ingeniero de sonido.
- Tom Rabstenek — masterización.
- Joseph M. Palmaccio — remasterización (en la reedición de 2004).
- Ed Lee — director de arte.
- Peter Lloyd — pintor.

## Certificaciones
| País           | Asociación                                | Certificación | Copias vendidas |
| -------------- | ----------------------------------------- | ------------- | --------------- |
| Estados Unidos | Recording Industry Association of America | Oro           | 500 000         |

## Listas
| Año  | País           | Lista         | Posición máxima |
| ---- | -------------- | ------------- | --------------- |
| 1975 | Estados Unidos | Billboard 200 | 57.º            |